# Kleurboek

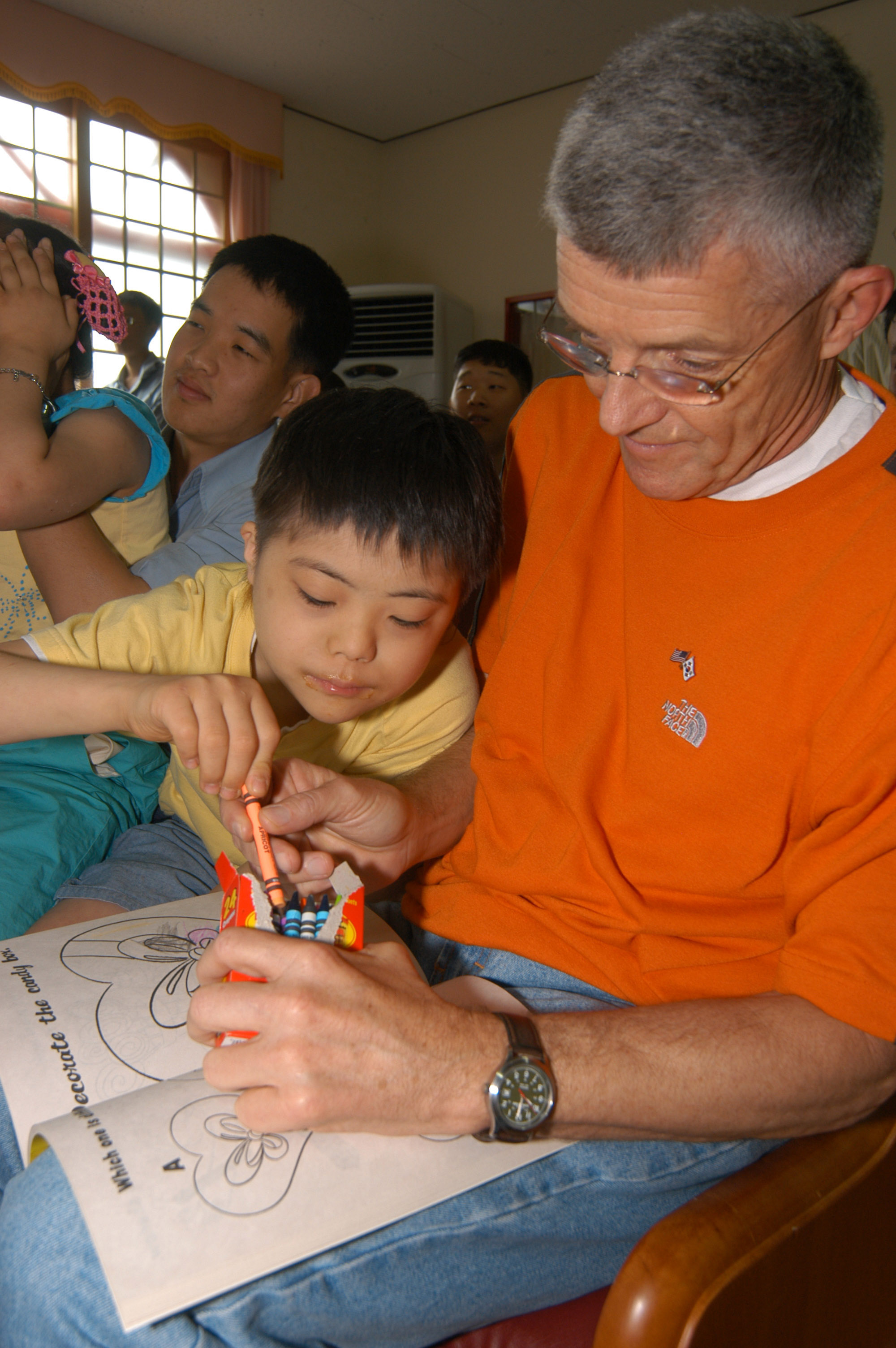
Volwassene helpt kind met een kleurboek.

Een kleurboek is een boek met daarin kleurplaten die door de gebruiker met potloden of ander tekenmateriaal zoals krijtjes ingekleurd kunnen worden. De te kleuren vlakken zijn omlijnd met dikke zwarte contourlijnen zodat het eenvoudig is de plaatjes netjes in te kleuren.
Kleurboeken worden gewoonlijk gebruikt door jonge kinderen en zijn daarom vaak ook op kinderen gericht. Er zijn echter ook kleurboeken die bedoeld zijn voor volwassenen. Vanwege het meditatieve karakter kwam, als tegenhanger van de hectiek in de digitale tijdperk, het volwassenenkleurboek in het begin van de eenentwintigste eeuw opnieuw in de belangstelling.
Kleurboeken kennen een grote variëteit aan onderwerpen, van simpele illustraties van verhaaltjes voor kinderen tot ingewikkelde en abstracte ontwerpen voor volwassenen. Tegenwoordig zijn kleurboeken vaak zijn gebaseerd op bekende tekenfilmfiguren en bedoeld als promotie (merchandising). Sommige kleurboeken hebben pagina's die bedoeld zijn om er uit te scheuren, terwijl andere boeken een geheel verhaal vertellen en dus in hun geheel bewaard moeten worden.